# Barbus profundus
Barbus profundus е вид лъчеперка от семейство Шаранови (Cyprinidae).

## Разпространение и местообитание
Видът е разпространен в Кения, Танзания и Уганда.
Среща се на дълбочина от 18 до 65 m.

## Описание
На дължина достигат до 5,9 cm.